# Tatjana Chmyrova
Tatjana Jevgenjevna Chmyrova (ryska: Татьяна Евгеньевна Хмырова), född 6 februari 1990 i Volgograd, är en rysk handbollsspelare (niometersspelare).

## Klubbkarriär
Chmyrova spelade för den ryska klubben GK Dynamo Volgograd från 2005. Här, vid 16 års ålder, fick hon spela i Champions League. 2009-2010, 2010-2011, 2011-2012 och 2012-2013 vann hon det ryska mästerskapet med GK Dynamo. Med GK Dynamo vann hon EHF-cupen säsongen 2007-2008. Från sommaren 2013 spelade Chmyrova för den makedonska ligaklubben ŽRK Vardar, med vilken hon vann makedonska mästerskapet 2014, 2015, 2016, 2017 och 2018. 2018 anslöt hon till den ungerska klubben Siófok KC och vann EHF-cupen 2019 för andra gången. Efter att ha drabbats av knä- och fotledsproblem under säsongen 2018/2019 gjorde Chmyrova ett avbrott i sin spelarkarriär. Säsongen 2020-2021 spelade hon för ett spanskt lag men återvände sedan 2021 som tränare i Vardar 2021-2022. 

## Landslagskarriär
Chmyrova vann U18-VM 2008 med det ryska ungdomslandslaget och utsågs till turneringens mest värdefulla spelare (MVP). Vid U20-VM 2010 var hon en av nyckelspelare i det ryska silverlaget. Hon togs ut som högernia turneringens all-star team.
Chmyrova gjorde sin seniordebut i Rysslands landslag under EM 2008 då hon bara var 18 år, där hon tog brons. Året därpå var hon med i det guldmedaljvinnande ryska laget i VM i Kina, och hon deltog sedan i EM 2010 och slutade sjua. Hon deltog i VM 2011 i Brasilien, där det ryska laget kom på sjätte plats, och även OS 2012 där Ryssland slutade på åttonde plats. Efter OS 2012 har hon inte varit ordinarie spelare i landslaget.